# شانه‌موش کاتامارکا
شانه‌موش کاتامارکا (نام علمی: Ctenomys knighti) نام یک گونه از سرده شانه‌موش است.